# Allotrichoma pseudolaterale
Allotrichoma pseudolaterale is een vliegensoort uit de familie van de oevervliegen (Ephydridae). De wetenschappelijke naam van de soort is voor het eerst geldig gepubliceerd in 2001 door Raffone.